# Stenungsunds kapell
Stenungsunds kapell är en kyrkobyggnad i Stenungsunds kommun. Den tillhör Norums församling i Göteborgs stift. 
Kapellet ligger på Kyrkberget i den äldre delen av Stenungsund, norr om samhällets nuvarande moderna centrum. Kring byggnaden, på bergets sluttningar, grupperar sig trähus längs gränderna upp mot kapellet. 

## Bakgrund
Församlingsborna på Stenungsön och Stora Askerön genomdrev kyrkbygget, eftersom de hade närmare väg till Stenungsund än till Norums kyrka och det bekostades med insamlade medel. Fram till 1993 ägdes kyrkan av Stenungsunds kapellbyggnadsförening, varefter den donerades till Norums församling. Kapellet är idag i bruk framförallt under sommarsäsongen för gudstjänster och musikarrangemang.

## Kyrkobyggnaden
Byggnaden uppfördes 1924-1925 i vitmålad, stående träpanel med många klassisistiska detaljer efter ritningar av arkitekt Sven Wedenmark, men invigdes först i januari 1927 av biskop Edvard Herman Rodhe. Det har ett rektangulärt långhus med strävor och ett mindre rakavslutat kor samt en plåttäckt takryttare med en klocka över västfasaden. Huvudingången ligger på sydsidan. Den tornliknande takryttaren har ljusöppningar. På sydsidan finns en extra entré belägen vid koret och i norr en likadan för sakristian.
Interiören är helt vitmålad med ett högvälvt, tredelat tak. Det separata koret har tunnvalv och marmorerade pelare.    

## Inventarier
Alla inventarier är donationer från enskilda och syföreningen.
- Altartavlan från 1971 är utförd av Viking Lanje.
- Dopfunten från 1926 utfördes av skulptören Valfrid Andersson.
- Golvur, med ett verk från 1700-talet, utfört av Joachim Hofvensköld.
- Votivskepp utfört av Axel Magnus Berg.

### Orgel
Orgeln, som är tillverkad 1959 av Grönvalls orgelbyggeri och ombyggd av Lindegren Orgelbyggeri AB, har sju stämmor fördelade på två manualer och pedal.